# Utwigu
Utwigu ist ein Verwaltungsbezirk (englisch Ward) des Distrikts Nzega (DC) in der tansanischen Region Tabora.

## Geografie
Utwigu ist ein ländlicher Bezirk im westlichen Teil des zentralen Hochlands von Tansania, etwa 20 Kilometer südlich der Distrikthauptstadt Nzega. Bei der Volkszählung 2022 lebten 23.104 Menschen in 4155 Haushalten auf einer Fläche von 271 Quadratkilometern.
Der Bezirk grenzt von Nordwesten bis Nordosten an den Distrikt Nzega (TC) und sonst an  Bezirke des Distrikts Nzega (DC):
| Ijanija   | Itilo                                       | Kitangili  |
| Isanzu    | Kompassrose, die auf Nachbargemeinden zeigt | Muhugi     |
| Mwantundu | Nkiniziba                                   | Mizibaziba |

## Gliederung
Der Bezirk besteht aus fünf Gemeinden (swahili Mtaa) mit 35 Orten (Kitongoji):
| Utwigu - Utwigu A - Utwigu B - Ibako - Mwakulu - Bulabu - Kasamata - Kasaso | Isalalo - Isalalo - Ududwa - Itilima - Kulunhuma - Kitole - Shabashiki | Mwambaha - Mwambaha - Ngubu - Shawilu - Lubisu - Malangale - Busule | Mwanhala - Mwanhala A - Mwanhala B - Mwanhala C - Udelya - Mwasenga | Iyombo - Iyombo Magharibi - Iyombo Mashariki - Ipango - Witanholo - Ukombyo - Isagenhe - Muhunze - Wela - Iyombo Kati - Jomu - Isanja |

## Infrastruktur
- Bildung: Die einzige weiterführende Schule ist die staatliche Mwanhala Secondary School.[8] Diese bildet Tages- und Internatsschüler bis zur 4. Stufe aus.[9]
- Medizinische Versorgung: Im Bezirk liegt eine staatliche Apotheke.[10]
- Straße: Durch den Bezirk verläuft die asphaltierte Nationalstraße T8 von Nzega im Norden nach Tabora im Süden.[11]